# Cars (canción)
«Cars» es una canción de 1979 del músico británico Gary Numan, lanzada como sencillo del álbum The Pleasure Principle. Alcanzó la más alta posición en las listas de éxitos en varios países. En las listas británicas se ubicó en el primer lugar en 1979 y en 1980 encabezó las listas canadienses, ocupando el noveno lugar en la lista Billboard Hot 100 en los Estados Unidos. Aunque Numan logró varios sencillos exitosos en el Reino Unido, "Cars" fue su única canción en ingresar en el Top 100 estadounidense.

## Lista de canciones del sencillo
1. «Cars» (Numan) – 3:44
2. «Asylum» (Numan) – 2:30

### Versión para Estados Unidos
1. «Cars» – 3:57
2. «Metal» (Numan) – 3:31